# 日置荘町
日置荘町（ひきしょうちょう）は、かつて大阪府にあった町である。現在の堺市東区の一部にあたる。
堺市編入後も名称を廃止せず、「日置荘○○町」といった地名になっている。

## 歴史
- 1889年（明治22年）4月1日 - 丹南郡北村、西村、原寺村、田中新田が合併して、丹南郡日置荘村が発足。大字西に村役場を設置。
- 1896年（明治29年）4月1日 南河内郡が成立。
- 1951年（昭和26年）9月1日 - 町制を施行して南河内郡日置荘町となる。
- 1958年（昭和33年）10月20日 - 堺市に編入される。